# Kowalewo (województwo lubuskie)
Kowalewo – wieś w Polsce położona w województwie lubuskim, w powiecie wschowskim, w gminie Szlichtyngowa.

## Historia
Wieś istnieje co najmniej od drugiej początku XIV wieku. Wymieniona w łacińskim z 1399 jako „Kawel”, 1494 „Cowalewo”, 1528 „Kovalewo”, 1535 „Cowalyewo”, 1580 i 1670 „Kavel”, 1944 „Kabel”.
Wieś ma prawdopodobnie wcześniejszą metrykę niż zachowane o niej archiwalne zapisy. We wsi archeolodzy znaleźli niedatowaną fujarkę kościaną prawdopodobnie wczesnośredniowieczną.
Wieś leżała na pograniczu Wielkopolski oraz Dolnego Sląska. Znajdowała się w księstwie głogowskim oraz dystrykcie głogowskim utworzonym na terenie Wielkopolski. W 1531 należała do powiatu wschowskiego Korony Królestwa Polskiego. W 1399 była siedzibą własnej parafii w archidiecezji wrocławskiej, w archiprezbiteriacie Góra, archidiakonatu Głogów.
Miejscowość była początkowo wsią szlachecką należącą do rodów szlacheckich Kowalewskich, którzy od nazwy wsi przyjęli odmiejscowe nazwisko, a także Kotwicz Dłuskich, Wilkowskich, Jędrzychowskich.
Zapis o wsi pochodzący z falsyfikatu datowanego przez historyków na początek XVII wieku uznawany jest za wątpliwy. Mówi on o tym, że w 1200 Paweł biskup poznański oraz administrator diecezji wrocławskiej zaświadczył, że szlachcic oraz rycerz Piotr wraz z żoną odbudowali zniszczony pożarem kościół parafialny pod wezwaniem św. Jakuba Apostoła w Kowalewie, a także prosili o erygowanie nowych kościołów: w Siedlnicy pod wezwaniem św. Jana Apostoła i Narodzenia NMP oraz w Jędrzychowicach pod wezwaniem św. Stefana Męczennika i św. Anny. Piotr uposażył wszystkie trzy kościoły, a biskup przychylił się do jego próśb i potwierdził powstanie nowych kościołów.
W 1485 Jan Kowalewski wystąpił jako stryj dzieci zmarłego Jana Auloka z Wygnańczyc. W 1499 Mikołaj dziedzic w Jędrzychowicach i Kowalewie wraz z żoną Małgorzatą zobowiązali się do zapisu na tych wsiach w obecności starosty jedną grzywnę czynszu od sumy głównej 12 grzywien altarystom ze Wschowy. W 1500 dziedzicami wsi byli Stanisław Kotwicz Dłuski wraz z bratem Dawidem i Nankerem, którzy byli także dziedzicami Długiego Starego, Siedlnicy, Przybyszewa oraz Olbrachcic. W 1520 syn Jana z Kowalewa, Jerzy Kotwicz wójt gnieźnieński przeprowadził wywód szlachectwa z herbu ojcowskiego Kotwicz. Świadkami w procesie byli Nanker Dłuski, Stanisław Siedlnicki oraz Wojciech Olbachcicki.
W 1528 w recesie granicznym pomiędzy księstwem glogowskim, a Koroną Królestwa Polskiego opisano granicę. Biegła ona pomiędzy wsią Kowalewo w Królestwie Polskim, a wsią Langowo, która wówczas w połowie należała do Śląska a w połowie do Wielkopolski (Langenau/ Łęgoń). Dalej jej przebieg wyznaczała droga z Langowa do Siedlnicy wraz kopcami granicznymi, które miały być według dokumentu usypane przy strudze płynącej od młyna Langowo aż do wspomnianej drogi. Struga płynęła od młyna Langowo do niezidentyfikowanego młyna o nazwie „Zulcz”, oraz dalej do brodu zwanego „Hundsloch” i dalej aż do wielkiej drogi z Góry Śląskiej do Głogowa.
W 1570 bracia Stefan, Stanisław, Bartłomiej, Andrzej i Wacław Wilkowscy, którzy byli dziedzicami działów majątkowych w Jędrzychowicach, Kowalewie i Kędlewie w powiecie wschowskim zostali pozwani przez Kaspra Nosticza z Drzewc koło Wschowy o sumę 80 złotych węgierskich, zapisaną mu przez zmarłą Małgorzatę Taderównę, którą to kwotę na tych dobrach oprawił jej zmarły mąż Jan Kotwicz Jędrzychowski. W 1571 bracia pozwali Kaspra Nosticza Drzewieckiego o to, że dokonał zbrojnego zajazdu na ich dobra w Kowalewie i wypędził stamtąd siłą ich ojca.
Miejscowość odnotowano również w historycznych rejestrach poborowych. W 1531 pobrano podatki z działu Nankera Kotwicza Dłuskiego po wiardunku od 5,5 łana oraz 6 groszy od karczmy. W 1535 miał miejsce pobór od 5,5 łana, karczmy oraz od 6,5 łana. W 1563 pobór odbył się od 12 ł., 10,5 pręta, wiatraka dziedzicznego, 14 komorników, karczmy, oraz rzemieślnika. W 1566 i 1567 Melcher Redlicz zapłacił od 12 łanów i 10,5 prętów, a 10 zagrodników zapłaciło po 4 grosze, 6 komorników po 4 grosze był także we wsi jeden rzemieślnik. W 1579 podatki pobrane zostały od 12 łanów, 1,5 pręta, zagrodnika, 11 zagrodników bez ról, dwóch rzemieślników, 10 komorników z inwentarzem, 12 komorników bez inwentarza, wiatraka oraz 3 owczarzy wypasających po 33 owce.
Do czasu rozbiorów leżała w Rzeczypospolitej Obojga Narodów. Wskutek II rozbioru Polski w 1793, miejscowość przeszła pod władanie Prus i jak cała Wielkopolska znalazła się w zaborze pruskim.
W latach 1975–1998 miejscowość administracyjnie należała do województwa leszczyńskiego.

## Zabytki
Do wojewódzkiego rejestru zabytków wpisany jest:
- zagroda nr 47, z połowy XIX wieku:
  - dom - chata
  - stodoła.